# Wulfenite

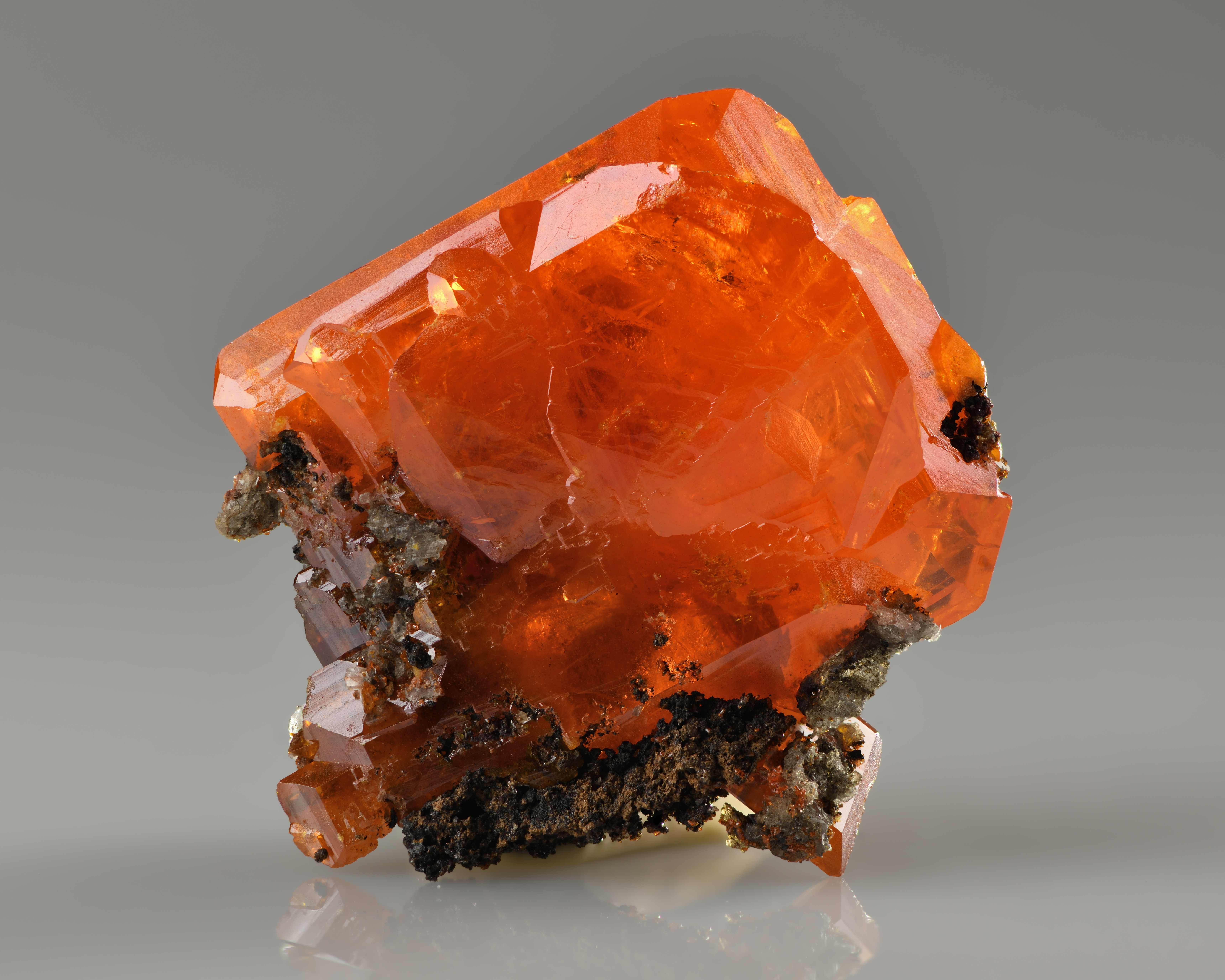
Wulfenite

A Wulfenite (português europeu) ou Wulfenita (português brasileiro) (também vulfenita) é um mineral de molibdato de chumbo de composição química Pb(MoO4).
Frequentemente encontrado na forma de finos cristais tabulares de cores intensas laranja avermelhado ou amarelo alaranjado e por vezes castanho, ainda que a cor seja muito variável. 
Assim denominado em honra ao mineralogista austríaco Franz Xavier von Wulfen (1728-1805).
Ocorre geralmente associado a minérios de chumbo.